# Carlos Piñánez
Carlos Daniel Piñánez Monges es un actor, director, guionista, dramaturgo, y docente paraguayo. Nació el 23 de junio de 1971.

## Trayectoria

### Director
En el año 2002 empezó a dirigir las puestas teatrales en "El Estudio" como parte de la formación actoral de alumnos y profesionales del arte teatral. En las últimas obras se destacan: “Hay Amores”, “Casona, 7 habitaciones”, “Toilette”, “Hospicio”, “Oficina”, “Otra vez”, y “Tango”. "Cai en Tentación" 2009, "Mborayhu Pytu" representación de Paraguay en México, "Poetica, Correa", "Internados", "Fobias",
Desde el  año 2011 es Director del Elenco de Teatro de la Universidad Nacional de Itapúa; donde se destacan obras como: "La Costanera", "La Espera", "Encerradas", "Encarnación 1870", "1811 Paraguay", Emsambles de Elencos (coro, danza, orquesta y teatro) Jóvenes Investigadores AUGM 2015-2016), Yegros "Padre de la Independencia",entre otras. 2014 " Gira nacional con el Unipersonal "Yegros el Brigadier" (2010), "El Mensú" (2013) declarado de Interes Cultural por la Secretaria Nacional de Cultura-Paraguay, "La Lynch" (2011), "La Hija del Coronel" (2016), "Kape" (2017), "6° Batallón Niños Mártires", 
Desde el año 2015 realiza talleres de Iniciación actoral en "El Artista" con puestas en escena de obras; "Insomnio (ojos rojos)", "Malos Vecinos", "Funez y Cia", "Eclipsium". Desde 2016  director general del "Instituto Superior de Bellas Artes". En 2015, trabajó en el programa infantil de Canal 13 Un, Dos, Tres ¡Cosas de Niños! como guionista y invitado especial.

### Dramaturgo
Escribió obras para su representación en espacios no convencionales y para su publicación desde el año 2003, en un emprendimiento organizado por El Centro Cultural de España "Juan de Salazar" Paraguay. 
Todas las puestas en escenas bajo su dirección son de su autoría, destacándolos como un gran dramaturgo.

### Docente
A cargo de las materias de Educación Musical y Didáctica en la Escuela Municipal de Arte Dramático. Dicción en la Escuela de Locución. Actuación y Técnica de la Voz en la Escuela de Teatro "El Estudio" CIDT.
En el Instituto Superior de Educación (ISE) a cargo de; Música, Teatro Infantil y Juvenil , para la Educación Escolar Básica y Educación Inicial.
Dicta cursos sobre Actuación e Iniciación Actoral.

### Guionista
En 2015, trabajo en el programa educativo infantil "Un, Dos, Tres, Cosas de Niños", producido por Canal 13 y Brothers Producciones. Participó como guionista, invitado y director, colaborando con Josh Barreto y Guido Ortiz, junto a las conductoras infantiles Fiorella Gamarra, Cecilia Ortiz, María José Maciel, Camila Pico, Camila Rodas, Melisa Pico y Magali Cambra Vera. El programa infantil recibió reconocimiento del MEC, Ministerio de Educación y Ciencias por su valor educativo.

### Actor
Protagonizó las obras teatrales"El Principito" "El Jorobado de Notre Dame", “María Pacurí” y “108 y Un Quemado” "A Fuego" (unipersonal), Charlie y la fábrica de chocolate, "Al que quiera celeste que le cueste" entre otros. También protagonizó la serie de televisión "Animo Juan", "Verdad Oculta" "Papá del Corazón" interpretando al antagonista Sixto, "La Doña" proyectadas por Canales de TV locales y ha participado como actor invitado en las películas "Detrás del Sol", "Mis Amerigua", "Mangoré", "Gracias Gauchito Gill", "Leal".

## Filmografía
| Año  | Trabajo          | Rol               | Notas                 |
| 2010 | La Doña          | Rubén             | Personaje antagonista |
| 2008 | Papá del corazón | Sixto             | Personaje antagonista |
| 2005 | Animo Juan       | Abel              | Secundario            |
| 1994 | Miss Ameriguá    | Pasajero del tren | [ 2 ]                 |
| 1993 | Verdad oculta    |                   | Episodio #1.1         |

## Como director

### Teatro
| Año         | Trabajo             | Rol | Notas |
| 2007 y 2008 | Justo Balbuena juez |     | [ 3 ] |

### Guionista
| Año  | Trabajo                     | Notas |
| 2015 | Un Dos Tres, Cosas de Niños |       |